# Budahelyi Tibor
Budahelyi Tibor (Feldbach, Ausztria, 1945. február 1. –) magyar szobrász- és éremművész.
Az autodidakta művész pályája kezdetén táblaképeket festett, és sokszorosított grafikával foglalkozott. Figyelme – Csiky Tibor hatására – az 1970-es évek közepétől fordul a szobrászat felé. Plasztikáinak anyaga leginkább vas, acél melyet különböző ipari technológiákkal munkál meg. Jelentős éremművészeti tevékenysége.

## Tanulmányai
1973 - 1982 Csepeli Képzőművészeti Szabadiskola, Misch Ádám növendéke.
Mesterei: Buna Konstantin, Csiky Tibor, Misch Ádám.

## Kiállításai

### Csoportos kiállítások (válogatás)
- 1977 Világifjúsági Találkozó-pályázat, Magyar Nemzeti Galéria, Budapest
- 1981, 1985 - 2005 Országos Kisplasztikai Biennále, Pécs
- 1982 - 1987 Meditáció I-VIII, Bartók 32 Galéria (Budapest), Műcsarnok (Győr) Művelődési Központ (Paks)
- 1983 - 1997, 2003 - 2009 Országos Érembiennále, Lábasház, Sopron
- 1983 - 1987, 1990, 1994, 2000 - 2007 FIDEM Nemzetközi Éremművészeti Kiállítás
- 1984 Modern magyar éremművészet, Wolverhampton, London, Oxford,
- 1984 Rend 84, Józsefvárosi Galéria, Budapest
- 1988 - 1996 Országos Faszobrászati Kiállítás, Nagyatád
- 1992 - 1996 Nemzetközi Szobrászrajz Biennále, Nagytétényi Kastélymúzeum
- 1993 Nagy Szobrok, Palme Ház, Budapest
- 1993 Instrumentum, Dunaújváros, Győr
- 1994 Kisszobor, Vigadó Galéria, Budapest
- 1994 Kortárs magyar üvegművészet, Médium Galéria, Szombathely
- 1995 Helyzetkép - Magyar szobrászat, Műcsarnok, Budapest
- 1997 Határesetek. Az érem harmadik oldala, Budapest Galéria, Budapest
- 1999, 2003 Nemzetközi Kortárs Érembiennále, Seixal (Portugália)
- 2001 Szobrászaton innen és túl, Műcsarnok, Budapest
- 2002 25 éves a Nyíregyháza-Sóstó Nemzetközi Éremművészeti és Kisplasztikai Alkotótelep, Árkád Galéria, Budapest
- 2003 Jelentés. A Magyar Szobrász Társaság kiállítása, Vigadó Galéria, Budapest
- 2003 - 2004 Esetek és határesetek - Határok és átjárások az éremművészetben, Párizs, Budapest, Kremnica, Szófia, Rusze, Pleven.
- 2004 A tizedik. A Magyar Szobrász Társaság jubileumi kiállítása, Szombathelyi Képtár, Szombathely

### Egyéni kiállításai (válogatás)
- 1979 Városi Könyvtár, Százhalombatta
- 1980 Csepel Galéria, Budapest
- 1981 Munkás Művelődési Központ, Dunaújváros
- 1982 Fészek Galéria, Budapest
- 1983 IH Galéria, Húber Andrással, Paks
- 1985 Váci Mihály Könyvtár, Nyíregyháza
- 1985 Torma János Múzeum, Kiskunhalas
- 1986 Kunstforening, Tromso (NOR), Alta (NOR)
- 1987 Művelődési Központ, Érd
- 1988 Műegyetem Galéria, Budapest
- 1991 Gaál Imre Galéria, Budapest
- 1992 Fészek Galéria, Budapest
- 1995 Csepel Galéria, Budapest
- 1995 Dorottya Galéria, Budapest
- 1999 Lábasház, Sopron
- 2000 Vigadó Galéria, Budapest
- 2001 Német Önkormányzat Háza, Budapest
- 2001 Körmendi Galéria, Sopron
- 2002 Városi Művelődési Központ, Zalaegerszeg
- 2005 Éremművészet 1980-2005, Galéria '13 Soroksár, Budapest
- 2005 Éremművészet 1980-2005, Csepel Galéria, Budapest
- 2005 Szerb Templom Galéria, Balassagyarmat
- 2005 Lamberg-kastély, Mór

## Díjai, elismerései (válogatás)
- 1983, 1991, 1993 Országos Érembiennále, Sopron, különdíj
- 1995 Országos Érembiennále, Sopron, a Művelődési Minisztérium díja
- 1996 Munkácsy Mihály-díj
- 1997 Országos Érembiennále, Sopron, Ferenczy Béni-díj
- 1997 Országos Kisplasztikai Biennále, Pécs, különdíj
- 1999 Országos Kisplasztikai Biennále, Pécs, II. díj
- 1999 Nemzetközi Kortárs Érembiennále, Seixal, különdíj
- 2000 FIDEM Nemzetközi Éremművészeti Kiállítás, Weimar, fődíj
- 2000 Koszorús szobrász, a Magyar Szobrász Társaság díja
- 2001 Simsay Ildikó-díj

## Köztéri munkái (válogatás)
- Négy szobor (fa, 1981-1987, Huszárokelőpuszta, Vadaspark)
- A-B elem (krómacél, 1981, Dunaújváros, Szoborpark)
- Rezgő elemek I. (fém, fa, 1983, Tokaj, Alkotóház, megsemmisült)
- Rezgő elemek II. (acél, 1984, Hajdúszoboszló, Gyógyfürdő)
- Zengés (acél, krómacél, 1988, Budapest, Újpalotai lakótelep)
- Csiky Tibor-síremlék (acél, 1991, Budapest, Farkasréti temető)
- Játszótéri plasztika (fa, 1992, Bodajk, Templomudvar)
- Feliratos plasztika (fém, 1992, Győr, Ifjúsági Ház)
- Fémzászló I-II-III. (fém, 1995, Csepel Galéria, Budapest)
- Ganz Ábrahám emlékére (acél, 1997, Zalaegerszeg, Kézművesek Háza szoborparkja)
- Hároméves terv (acél, 1987, Tatabánya, Szabadtéri Bányászati Múzeum).

## Társasági tagság
- Folyamat Társaság